# Rockstar (singel Nickelback)
Rockstar – piąty singel kanadyjskiego zespołu rockowego Nickelback, pochodzący, a zarazem promujący piątą studyjną płytę zespołu „All the Right Reasons”. Jego premiera w Stanach Zjednoczonych miała miejsce 22 sierpnia, podobnie jak i w Kanadzie, natomiast w Niemczech singel ukazał się 13 lipca 2007 roku. Do stacji radiowych w Wielkiej Brytanii singel trafił 12 listopada. Na stronie B singla znalazły się utwory „Never Again” oraz „Photograph” w wersjach koncertowych, z występu grupy w Atlancie. Singel ukazał się nakładem wytwórni Roadrunner. Utwór z singlem dostępny był również w formacie digital download. „Rockstar” został zamieszczony na 11 ostatniej pozycji na krążku, trwa 4 minuty i 11 sekund i jest trzecim najdłuższym utworem na płycie. Dłuższe są tylko „Follow You home” (4:19) oraz „Photograph” (4:21). 5 czerwca 2007 roku, na rynku ukazała się reedycja singla.
Wielu dziennikarzy muzycznych uznało „Rockstar” za jedną z najgorszych piosenek w dziejach.

## Znaczenie tekstu
Tekst utworu ma charakter satyryczny, a nawet drwiący, opowiada o luksusowym trybie życia jakie prowadzą gwiazdy muzyki rockowej. Tekst do utworu napisał wokalista grupy Chad Kroeger. Istnieje także ocenzurowana wersja piosenki. Cenzura stała się celem krytyki z powodu jej niespójności. Na przykład, zwroty takie jak „handlarz narkotyków” są ocenzurowane podczas gdy zwroty o anoreksji zostają.
W utworze „Rockstar” podobnie jak i w „Follow You home”, gościnnie wystąpił Billy Gibbons z zespołu ZZ Top. Zagrał na gitarze elektrycznej oraz użyczył swego głosu. Piosenka jest utrzymana w lekkim rockowym brzmieniu, zbliżonym do country rocka. Na późniejszym albumie „Dark Horse”, na wzór piosenki „Rockstar” został nagrany singlowy utwór „This Afternoon”.

## Odbiór
Utwór osiągnął bardzo duży sukces na listach przebojów. Dotarł do 1 miejsca na liście UK Rock, zajął także 2 miejsce na liście singli w Irlandii, oraz Rosji, dotarł także na sam szczyt UK Singles Chart. Utwór cieszył się także dużym zainteresowaniem w Stanach Zjednoczonych, gdzie dotarł do 4 miejsca na liście Mainstream Rock Tracks oraz 37 na Modern Rock Tracks. Utwór zajął także 100 miejsce w zestawieniu magazynu Rolling Stone na „100 najlepszych piosenek 2007 roku”. Grupa Nickelback skrytykowała tę decyzję magazynu. Utwór zanotował także 1 miejsce na Brytyjskiej liście UK Official Download Chart.
"Rockstar” znalazł się także w 5 najlepszych singli wydanych w 2008 roku w Wielkiej Brytanii, mimo iż nie dotarł do 1 pozycji.
Wielu krytyków uznało „Rockstar” za jedną z najgorszych piosenek w dziejach muzyki. Redaktorzy witryny internetowej o nazwie BuzzFeed przypisali utworowi miejsce drugie w notowaniu trzydziestu najgorzej napisanych kompozycji wszech czasów, argumentując: „Jeśli kosmici przybędą na Ziemię i zapytają, dlaczego wszyscy tak bardzo nienawidzą zespołu Nickelback, to nagranie będzie mogło posłużyć za perfekcyjne wyjaśnienie”.

## Odniesienia do popkultury
Tekst utworu należy interpretować jako satyryczny komentarz na temat stylu życia (lub zauważalny tryb życia) jaki prowadzą gwiazdy muzyki.
Piosenka porusza podobny satyryczny temat jak ten wyrażony we wcześniejszych satyrycznych odach, gdzie mowa jest o dość rozrywkowym trybie życia wliczając w to Dire Straits piosenka „Money for Nothing” która była ciosem w 1985, jak również 1978 Joe Walsh singel, „Life's Been Good”, Dr. Hook's „The Cover of the Rolling Stone” w 1973, i The Byrds w 1967 „So You Want to Be a Rock ’n’ Roll Star”.
Piosenka robi kilka odniesień do amerykańskiej kultury masowej: MTV odpisuje (Chad Kroeger, lider zespołu, pojawia się w programie), Rezydencja Playboya i Króliczki Playboya, i miejsce między James Dean a Cher na Hollywood Walk of Fame (Nickelback jest już w Canada's Walk of Fame).

## Utwór na koncertach
"Rockstar” zadebiutował na żywo w roku 2005, podczas koncertów poprzedzających wydanie albumu. Od tamtej pory grany jest niemalże regularnie na każdym koncercie. Mimo to, nie znalazł się on na płycie DVD „Live from Sturgis” z 2006 roku. Piosenka podczas koncertów często wykonywana jest także w wersji akustycznej. Głos którego użyczył w tym utworze Billy Gibbons, na koncertach odtwarzany jest z taśmy.

## Teledysk
Teledysk do utworu kręcono na przełomie maja i czerwca. Zdjęcia były kręcone na placu Times Square w Nowym Jorku oraz w Millennium Park w Chicago. Teledysk do utworu „Rockstar” jest pierwszym teledyskiem w którym nie występuje sam zespół. Wystąpiło w nim za to wiele gwiazd muzyki, filmu, sportu itp, między innymi: Billy Gibbons, Rachel Bilson, Chuck Liddell, Dale Earnhardt Jr., Eliza Dushku, Gene Simmons, Wayne Gretzky, Big & Rich, John Rich, Króliczki Playboya, Kid Rock, Lupe Fiasco, Nelly Furtado, załoga motocyklistów American Chopper, Paul Wall, Ted Nugent, Grant Hill, Jerry Cantrell oraz inni. Występ w teledysku proponowano również piłkarzowi Wayne’emu Roonyowi, jednak nie zgodził się on na udział, gdyż na każdym kroku podkreśla że słucha tylko hip-hopu. Teledysk przedstawia wszystkie osoby, które imitują śpiew małej kwestii utworu. Premiera teledysku odbyła się 16 sierpnia 2005 roku. Reżyserem teledysku jest Dori Oskowski.

## Twórcy
Nickelback
- Chad Kroeger – śpiew, gitara rytmiczna, produkcja
- Ryan Peake – gitara prowadząca, wokal wspierający
- Mike Kroeger – gitara basowa
- Daniel Adair – perkusja, wokal wspierający

Muzycy sesyjni
- Billy Gibbons – gitara, śpiew

Produkcja
- Nagrywany: luty – wrzesień 2005 roku w studiu „Mountain View Studios” w Abbotsford, (Kolumbia Brytyjska)
- Producent muzyczny: Chad Kroeger, Joe Moi
- Realizator nagrań: Chad Kroeger, Joe Moi
- Mastering: Ted Jensen w „Sterling Sound”
- Miks: Mike Shipley w „Shabby Road Studio City”
- Asystent inżyniera dźwięku: Brian Wohlgemuth
- Obróbka cyfrowa: Joe Moi, Ryan Andersen
- Koordynator prac albumu: Kevin Zaruk

Pozostali
- Manager: Bryan Coleman
- Aranżacja: Chad Kroeger, Ryan Peake, Mike Kroeger, Daniel Adair
- Tekst piosenki: Chad Kroeger
- Zdjęcia: Richard Beland
- Zdjęcia w studio: Kevin Estrada
- Wytwórnia: Roadrunner, EMI
- Pomysł okładki: Nickelback

## Lista utworów na singlu
Single CD
| Nr. |  | Tytuł                      | Tekst        | Muzyka     | Długość |
| --- |  | -------------------------- | ------------ | ---------- | ------- |
| 1.  |  | „Rockstar” (Album Version) | Chad Kroeger | Nickelback | 4:14    |
| 2.  |  | „Rockstar” (Clean Version) | Chad Kroeger | Nickelback | 4:14    |
| 3.  |  | „Never Again” (Live)       | Chad Kroeger | Nickelback | 4:18    |
| 4.  |  | „Photograph” (Live)        | Chad Kroeger | Nickelback | 4:39    |
| 5.  |  | „Rockstar” (Video)         |              |            | 4:21    |
|     |  |                            |              |            |         |

## Notowania
| Lista                                 | Najwyższa pozycja |
| ------------------------------------- | ----------------- |
| Austrian Singles Chart                | 5                 |
| ARC Weekly Top 40                     | 2                 |
| Canadian Airplay Chart                | 13                |
| Danish Singles Chart                  | 32                |
| Dutch Top 40                          | 25                |
| European Hot 100 Singles              | 7                 |
| German Singles Chart                  | 23                |
| Irish Singles Chart                   | 2                 |
| Russian Airplay Chart                 | 2                 |
| Swedish Singles Chart                 | 10                |
| Swiss Singles Chart                   | 14                |
| UK Singles Chart                      | 2                 |
| UK Rock Chart                         | 1                 |
| U.S. Billboard Hot 100                | 6                 |
| U.S. Billboard Mainstream Rock Tracks | 4                 |
| U.S. Billboard Modern Rock Tracks     | 37                |
| U.S. Billboard Pop 100                | 6                 |

- Dnia 17 marca 2008 w Stanach Zjednoczonych zanotowano 2,308,092 ściągnięć utworu
- Do maja 2009 roku zanotowano 3,000,000 ściągnięć w Stanach Zjednoczonych[8]